# FREE SOUL ORIGINAL LOVE 90s〜Special 7inch Box〜
『FREE SOUL ORIGINAL LOVE 90s〜Special 7inch Box〜』（フリー・ソウル・オリジナル・ラヴ・90s スペシャル・7インチ・ボックス）は、2016年2月3日に発売された、ORIGINAL LOVEのシングル・ボックス・セット。

## 解説
本作は2014年、コンピレーションCDシリーズ「Free Soul」の20周年と、ORIGINAL LOVEのアルバム『風の歌を聴け』がリリースから20年を迎えたことを記念して制作。1990年代に発表されたORIGINAL LOVEの楽曲29曲が2枚のCDに収められているコンピレーション・アルバム『FREE SOUL ORIGINAL LOVE 90s』に収録された楽曲の中から、選りすぐりの16曲が8枚のアナログ7inchに収められた“EMI Years Limited Edition”。監修 · 選曲は橋本徹(SUBURBIA)。本ボックスは1,000セット限定で発売された。
『FREE SOUL ORIGINAL LOVE 90s』にはシングル・ヴァージョンで収録されていた「接吻 kiss」がアルバム・ヴァージョンに変更されている理由について、橋本はTwitterで「DJユースモイシキシテ、セップンkissハ、ギターカッティングニハジマル、アルバムヴァージョン♪」とツイートしている。また、「2LPニトイウハナシヲ7インチ×8ニシテクレタ、タジマクントUniversalニカンシャ!」ともツイートしている。
1991年のデビューから30周年を迎えた2021年。30周年イヤープロジェクトのアナログ盤リリース第三弾として、11月の「レコードの日」に2016年に限定1,000セットのみでリリースされた同作品が、新規オリジナル・ジャケットによる30周年記念ナンバリング・バージョンとして限定リリースとなった。

## 収録曲

### DISC 1 (UPKY-9001)

#### Side-A
1. The Rover  –  (5'49")[5]
  - 作詞 · 作曲：田島貴男
  - ℗1994 USM JAPAN, a division of UNIVERSAL MUSIC LLC

#### Side-AA
1. 接吻 kiss (Album Version)  –  (4'42")[5]
  - 作詞 · 作曲：田島貴男
  - ℗1993 USM JAPAN, a division of UNIVERSAL MUSIC LLC

### DISC 2 (UPKY-9002)

#### Side-A
1. 月の裏で会いましょう (Album Version)  –  (4'53")[5]
  - 作詞：木原龍太郎 / 作曲：田島貴男
  - ℗1992 USM JAPAN, a division of UNIVERSAL MUSIC LLC

#### Side-AA
1. サンシャイン ロマンス (Album Version)  –  (5'32")[5]
  - 作詞：木原龍太郎 / 作曲：田島貴男
  - ℗1993 USM JAPAN, a division of UNIVERSAL MUSIC LLC

### DISC 3 (UPKY-9003)

#### Side-A
1. 夜をぶっとばせ  –  (3'43")[5]
  - 作詞：小西康陽 / 作曲：田島貴男
  - ℗1991 USM JAPAN, a division of UNIVERSAL MUSIC LLC

#### Side-AA
1. フィエスタ  –  (5'41")[5]
  - 作詞 · 作曲：田島貴男
  - ℗1994 USM JAPAN, a division of UNIVERSAL MUSIC LLC

### DISC 4 (UPKY-9004)

#### Side-A
1. 朝日のあたる道 (Album Mix)  –  (5'04")[5]
  - 作詞 · 作曲：田島貴男
  - ℗1994 USM JAPAN, a division of UNIVERSAL MUSIC LLC

#### Side-AA
1. DEEP FRENCH KISS  –  (4'39")[5]
  - 作詞：宮田繁男 / 作曲：田島貴男
  - ℗1991 USM JAPAN, a division of UNIVERSAL MUSIC LLC

### DISC 5 (UPKY-9005)

#### Side-A
1. ヴィーナス (Album Edit Version)[5][注釈 5]  –  (5'20")[5]
  - 作詞：木原龍太郎 / 作曲：田島貴男
  - ℗1992 USM JAPAN, a division of UNIVERSAL MUSIC LLC

#### Side-AA
1. GIANT LOVE  –  (4'10")[5]
  - 作詞 · 作曲：田島貴男
  - ℗1991 USM JAPAN, a division of UNIVERSAL MUSIC LLC

### DISC 6 (UPKY-9006)

#### Side-A
1. LET'S GO!  –  (6'15")[5]
  - 作詞 · 作曲：田島貴男
  - ℗1993 USM JAPAN, a division of UNIVERSAL MUSIC LLC

#### Side-AA
1. スキャンダル  –  (5'52")[5]
  - 作詞 · 作曲：田島貴男
  - ℗1992 USM JAPAN, a division of UNIVERSAL MUSIC LLC

### DISC 7 (UPKY-9007)

#### Side-A
1. フレンズ  –  (4'44")[5]
  - 作詞：木原龍太郎 / 作曲：田島貴男
  - ℗1992 USM JAPAN, a division of UNIVERSAL MUSIC LLC

#### Side-AA
1. 微笑みについて  –  (5'29")[5]
  - 作詞：木原龍太郎 · 田島貴男 / 作曲：田島貴男
  - ℗1993 USM JAPAN, a division of UNIVERSAL MUSIC LLC

### DISC 8 (UPKY-9008)

#### Side-A
1. 二つの手のように  –  (5'57")[5]
  - 作詞：田島貴男 / 作曲：木原龍太郎 · 田島貴男
  - ℗1994 USM JAPAN, a division of UNIVERSAL MUSIC LLC

#### Side-AA
1. いつか見上げた空に  –  (6'05")[5]
  - 作詞：田島貴男 · 木原龍太郎 / 作曲：田島貴男
  - ℗1993 USM JAPAN, a division of UNIVERSAL MUSIC LLC

## クレジット
- Compiled by Toru Hashimoto for Suburbia Factory

## リリース日一覧
| 地域 | タイトル                                         | リリース日    | レーベル            | 規格        | カタログ番号 | 備考 |
| ---- | ------------------------------------------------ | ------------- | ------------------- | ----------- | ------------ | --- |
| 日本 | FREE SOUL ORIGINAL LOVE 90s〜Special 7inch Box〜 | 2016年2月3日  | UNIVERSAL MUSIC LLC | 7" Single×8 | UPKY-9001/8  | 7インチ・レコード（新規オリジナル・ジャケット）8枚組。33 1/3回転。コレクターズ・ナンバリング入り限定1,000セット。外箱にステッカーが貼られる。 |
| 日本 | FREE SOUL ORIGINAL LOVE 90s〜Special 7inch Box〜 | 2021年11月3日 | UNIVERSAL MUSIC LLC | 7" Single×8 | UPKY-9054/61 | 2016年に限定1,000セットのみでリリースされた同作品の、新規オリジナル・ジャケットによる30周年記念ナンバリング・バージョン。限定リリース。       |
| 日本 | FREE SOUL ORIGINAL LOVE 90s                      | 2014年11月5日 | UNIVERSAL MUSIC LLC | 2CD         | UPCY-6935/6  | 2枚組CD、リマスタリング音源使用の全29曲収録。帯のほか“free soul 20th Anniversary”のシールが貼られる。                                         |